# راينلاند ميزوري
راينلاند ميزوري (بالألمانية: Missouri Rheinland) هي منطقة ثقافية ألمانية أمريكية تقع في ولاية ميزوري الأمريكية، وتمتد من غرب مدينة سانت لويس وصولًا إلى شرق جيفرسون سيتي، وتتركز في وادي نهر ميزوري على ضفتيه الشمالية والجنوبية. تُعد المنطقة واحدة من أقدم وأهم مناطق الاستيطان الألماني في الولايات المتحدة، وتتميز بتاريخ طويل في إنتاج النبيذ.

## الجغرافيا
تقع راينلاند ميزوري في منطقة تلالية منحدرة وغنية بالتربة الطينية، وهي بيئة مثالية لزراعة الكروم. المنطقة تتداخل جزئيًا مع منطقة ثقافية أخرى تُعرف باسم ليتل ديكسي (Little Dixie)، والتي كانت تاريخيًا موطنًا لتقاليد زراعية وثقافية جنوبية.

## الخلفية الثقافية
بدأت الهجرة الألمانية إلى ميزوري في أوائل القرن التاسع عشر، خصوصًا بعد ثلاثينيات القرن التاسع عشر، حينما وصل عدد كبير من المهاجرين الألمان إلى المنطقة حاملين معهم تقاليدهم الزراعية، ولا سيما صناعة النبيذ. وقد أطلق المستوطنون الألمان اسم "راينلاند" على المنطقة، في إشارة إلى وادي نهر الراين الألماني، لما وجدوه من تشابه في التضاريس والمناخ.

## صناعة النبيذ
تُعد راينلاند ميزوري من أوائل مناطق إنتاج النبيذ في الولايات المتحدة. وقد لعبت دورًا رياديًا في تطوير هذه الصناعة قبل أن تتراجع خلال حقبة الحظر في عشرينيات القرن العشرين. ومن أبرز المدن المرتبطة بصناعة النبيذ في المنطقة: هيرمان وأوغوستا، اللتان لا تزالان تشتهران بإنتاج النبيذ وتنظيم المهرجانات المرتبطة به.

## التراث الألماني
لا تزال المنطقة تحافظ على طابعها الألماني من حيث العمارة، والأطعمة، والاحتفالات التقليدية مثل أكتوبرفست. وقد تم تأسيس عدد من المتاحف والمؤسسات للحفاظ على هذا التراث، كما أن العديد من العائلات في المنطقة يعود أصلها إلى مهاجرين ألمان.

## المدن والبلدات الرئيسية
تضم منطقة راينلاند ميزوري عدة مدن وبلدات صغيرة تنتشر على جانبي نهر ميزوري، وتُعرف بتاريخها العريق في الاستيطان الألماني وصناعة النبيذ. من أبرز هذه المدن:
- هيرمان (Hermann) – تُعد المركز الثقافي والتاريخي للمنطقة، وتشتهر بمهرجانات النبيذ والتراث الألماني.
- أوغوستا (Augusta) – من أقدم مناطق زراعة العنب وإنتاج النبيذ في الولايات المتحدة، وتضم العديد من مزارع الكروم.
- نيو هافن (New Haven) – بلدة صغيرة ذات طابع تاريخي ألماني، تقع على الضفة الجنوبية لنهر ميزوري.
- دوتزوف (Dutzow) – واحدة من أولى المستوطنات الألمانية في الولاية، ولا تزال تحتفظ بجذورها الثقافية.
- مارثاسفيل (Marthasville) – بلدة زراعية تقليدية تقع على مسار الهجرة الألمانية غرب سانت لويس.

تُشكّل هذه المدن نواة المنطقة المعروفة باسم راينلاند ميزوري، وتساهم مجتمعة في الحفاظ على الطابع الألماني للمنطقة من خلال الفعاليات، والهندسة المعمارية، والنشاطات الاقتصادية.

## السياحة
أصبحت راينلاند ميزوري وجهة سياحية بفضل مناظرها الطبيعية، وتاريخها الثقافي، وصناعة النبيذ. وتوجد بها مسارات للدراجات، ومواقع تاريخية، ومزارع كروم مفتوحة للزوار، وهي تُعد جزءًا مهمًا من السياحة الريفية في الولاية.